# Carmen Callil
Carmen Thérèse Callil (15 juillet 1938 - 17 octobre 2022) est une éditrice, écrivaine et critique australienne qui a passé la majeure partie de sa carrière au Royaume-Uni. Elle fonde la maison d'édition Virago Press en 1973 et reçoit la médaille Benson de la Royal Society of Literature en 2017.

## Biographie
Carmen Callil naît à Melbourne, en Australie, le 15 juillet 1938,, troisième des quatre enfants de Lorraine Clare Allen et de Frederick Alfred Louis Callil, avocat et maître de conférences en français à l'université de Melbourne. Elle fait ses études secondaires au Star of the Sea Convent et au Loreto Mandeville Hall, puis s'inscrit à l'université de Melbourne où elle obtient un baccalauréat ès arts en histoire et littérature en 1960.
La même année, elle part pour l'Europe et, après un séjour en Italie, s'installe à Londres en 1964. Elle travaille chez Hutchinson en 1965, puis elle est responsable de la publicité des éditions de poche Panther Books de 1967 à 1970.
Elle travaille ensuite pour le journal Ink, où elle rencontre Marsha Rowe et Rosie Boycott. Celle-ci fondent le magazine féministe Spare Rib, en juin 1972. Callil quant à elle fonde Virago Press (initialement connue sous le nom de Spare Rib Books, pour « publier des livres qui célèbrent les femmes et la vie des femmes, et qui, ce faisant, diffuseraient le message de libération des femmes à l'ensemble de la population », à travers le travail des femmes écrivains nouvelles et méconnues. Marsha Rowe et Rosie Boycott prennent la direction de Virago dans ses premières années.
En 1982, Callil est nommée directrice générale de Chatto & Windus et des Hogarth Press, où elle reste jusqu'en 1994, tout en conservant ses fonctions de présidente de Virago jusqu'en 1995. En 1994, elle est rédactrice en chef pour le groupe mondial des maisons d'édition Random House. Chez Virago, entre autres aspects commerciaux et éditoriaux de l'entreprise, elle est responsable de la création et du développement de la collection The Modern Classics, qui a réimprimé plusieurs centaines des meilleures œuvres d'écrivaines.
Callil quitte l'édition en 1994 et, pendant quelques années, partage son temps entre Londres et Caunes-Minervois, dans l'Aude. Elle publie des critiques et des articles. De 1985 à 1991, elle est membre du conseil d'administration de Channel 4.
Elle est membre du comité du Booker Prize (1979-1984), directrice fondatrice du Groucho Club, Londres (1984-1994), et en 1989, elle reçoit le Distinguished Service Award de l'International Women's Writing Guild. Elle est docteure honoris causa de l'université de Sheffield, de l'université d'York, de l'université d'Oxford Brookes et de l'Open University,. Elle est juré du prix littéraire international de Dublin et du prix Orwell. En 1996, elle préside le jury du Booker Prize for Fiction. Elle est jurée du prix international Booker, mais démissionne en 2011 en signe de protestation lorsque Philip Roth est choisi comme lauréat,.
Carmen Callil publie en 2006 Bad Faith: A Forgotten History of Family & Fatherland,,,. Le livre paraît en français sous le titre Darquier de Pellepoix ou la France trahie. Dans ce récit à portée historique et biographique, elle étudie la vie de Louis Darquier de Pellepoix, commissaire général aux questions juives du régime de Vichy de 1942 à 1944, et la part qu'il a prise dans la persécution institutionnelle des Juifs par les autorités françaises durant la Seconde Guerre mondiale, dans une perspective de mettre à jour la « mauvaise foi » de celui-ci, selon l'intitulé anglais de son livre. Elle s'intéresse à Darquier après la mort d'Anne Darquier, psychiatre et psychanalyste à Londres et thérapeute de Carmen Callil.
En 2010, elle est élue membre de la Royal Society of Literature. En 2017, elle est co-récipiendaire de la médaille Benson avec Margaret Busby et Mary-Kay Wilmers,,.
Elle est nommée Dame commandeur de l'ordre de l'Empire britannique (DBE) en 2017 pour ses services à la littérature,.
Carmen Callil meurt d'une leucémie à son domicile londonien le 17 octobre 2022, à l'âge de 84 ans,.

## Publications
- Lebanese Washing Stories, New Writing 5, The British Council/Vintage 1996
- Avec Craig Raine (dir.), New Writing 7, The British Council/Vintage 1998,  (ISBN 0-09-954561-6)
- Avec Colm Tóibín, The Modern Library: The Best 200 Novels in English since 1950, Picador 1999,  (ISBN 0-330-34182-0)
- Darquier de Pellepoix ou la France trahie [« Bad Faith: A Forgotten History of Family & Fatherland »]  (trad. de l'anglais), Buchet Chastel, 2007.